# Gospodje Holenburški
Gospodje Holenburški (tudi von Holenburg, Hollenburger) je bil rod koroških plemičev, ki je deloval po 12. stoletju na območju vzhodnega Roža v južni Celovški kotlini na Koroškem v Avstriji  in okoli Steuerberga, ki je izumrla leta 1246. Njihovo ime izvira iz njihovega sedeža, gradu Holenburg. 

## Zgodovina
Po mnenju zgodovinarja Friedricha Hausmanna  bi lahko bil prednik holenburških gradiščanov tisti Sviker, ki je bil leta 1042 in 1043 kot odvokat (vogt) sv. Eme Krške pri ustanovitvi njenega samostana v Krki in pri opremljanju njene lastniške cerkve.
Vprašanje, ali sta bila grad in gospostvo Holenburg prvotno v svobodni lasti Holenburških ali morda ustanovne družine Osojskega samostana (grof Ozi), kot prvi lastnik in fevdalec, ni pojasnjeno; obravnavajo se tudi druge možnosti, npr. da bi bila Nadškofija Salzburg kot fevdni gospodar in Holenburški kot Eppensteinci, kasneje nadškofija Bamberg prejemniki fevda.
Holenburški so imeli v fevdu ali bili lastniki Šterske gore (Steuerberga), ki je verjetno prišel do Holenburških prek Petrise Bistriške. 
Po izumrtju leta 1246 so jih podedovali gospodje Ptujski.

## Družinsko drevo
1. Sviker,  1042 in 1043 kot odvokat (vogt) sv. Eme Krške
  1. NN
    1. Sviker II., * cca. 1080 † cca. 1147, leta 1142 "starosta Holenburških" priča ob ustanovitvi Samostan Vetrinje (kot privrženec grofa Bernarda, morda pa tudi kot svobodnjak; zaradi proste lastnine v Vetrinjski dolini)
      1. Reginher, * cca. 1120 † cca. 1180, „liber homo“/„nobilis“ (visokosvobodni), „iz Dovernika“ (Šterskogorski) ∞ Petrisa, hči „nobilis mulier“ Judite Bistriške
        1. Liutold, * cca. 1140 † cca. 1171, 1165–1171 opat Samostan Admont

      2. Gebhard Doverniški
      3. Sviker III. Holenburški, * cca. 1125 † cca. 1199, pred 1164 „Holenburški mlajši“, 1198 „ministerial Štajerskih vojvod“, ∞ Rihza/Richardis Frauensteinska († pred 1164)
        1. Wigand  Vurberški (Wigandus de Wrmberch), * cca. 1145 † do 1204, graditelj Vurberka
        2. Amelrik I. Holenburški, * cca. 1150 † po 1217, 1217 „ministerialis ducis Stirie“, leta 1217 v sporu s Smostanom Vetrinje
          1. Oto, * cca. 1171 † pred 1220, „Holenburški“ (1191–1199),  „Šterskogorski“ (posthumno 1220/24)

        3. Henrik Holenburški, * cca. 1160 † cca. 1238,